# Kilkenny Chess Club
Kilkenny Chess Club – irlandzki klub szachowy z siedzibą w Kilkenny.

## Historia
Klub został założony w 1970 roku. W 1991 roku gościem klubu był Boris Spasski. W 2006 roku klub wygrał National Club Championship. W tym samym roku zespół zadebiutował w Pucharze Europy. Kilkenny Chess Club wygrał wówczas z Belfast Chess Club i Galway Chess Club, a przegrał pozostałe pięć spotkań i został sklasyfikowany na 49. miejscu. W 2007 roku klub obronił tytuł mistrza kraju. W Pucharze Europy zespół odniósł zwycięstwa w trzech meczach (z CE Monte-Carlo, Rathmines Chess Club i Royal Namur Échecs) i zajął 37. pozycję w końcowej klasyfikacji. W 2008 roku Kilkenny zajął drugie miejsce w National Club Championship – za Douglas Chess Club, a w następnym sezonie zdobył trzeci tytuł mistrzowski w swojej historii. W 2010 roku ponownie uzyskano wicemistrzostwo, ulegając jedynie Bray/Greystones Chess Club. W 2011 roku klub zajął siódme miejsce w National Club Championship; był to ostatni występ klubu w tych rozgrywkach. Również w 2011 roku zespół wygrał Armstrong Cup.